# يوميات الصيدلانية
يوميات الصيدلانية (باليابانية: 薬屋のひとりごと) رواية خفيفة يابانية من تأليف ناتسو هيوغا ورسوم توكو شينو. نشرت على الإنترنت على موقع شوسيتسوكا ني نارو في عام 2011. وفي العام التالي استحوذت عليها شوفونوتومو، الذي نشر السلسلة في البداية كرواية بمجلد واحد في عام 2012 ثم كسلسلة روايات خفيفة في عام 2014. تدور أحداث القصة في بلد خيالي يشبه الصين في القرن الخامس عشر.
اقتبست إلى سلسلتين من المانغا في عام 2017، إحداهما نشرتها سكوير إنكس في مجلة غانغان كوميكس، والأخرى نشرتها شوغاكوكان في صن داي جين-إكس الشهرية. واقتبست إلى مسلسل أنمي تلفزيوني من إنتاج ستديو توهو وأو إل إم، عُرض الموسم الأول على نصفين متتاليين لمدة 24 حلقة من أكتوبر 2023 حتى مارس 2024. والموسم الثاني عُرض في عام 2025.

## القصة
تدور أحداث القصة في بلد خيالي يشبه الصين في عصر مينغ، وتتبع الحبكة ماوماو، وهي فتاة صغيرة تعمل كعطارة في منطقة الضوء الأحمر، والتي تم اختطافها وبيعها إلى القصر الإمبراطوري كخادمة. ومع ذلك، فهي لا تزال تحتفظ بشخصيتها الفضولية وغريبة الأطوار، وتخطط للعمل هناك حتى تنتهي سنوات العبودية، دون أن تلفت انتباه أحد. وفي أحد الأيام، بعد سماع شائعات مفادها أن أطفال الإمبراطور يعانون من أمراض خطيرة، بدأت في التحقيق في السبب، مستخدمة خبرتها كعطارة، ونجحت في حل لغز مرضهم. على الرغم من أنها تنوي عدم الكشف عن هويتها، إلا أن تصرفاتها جذبت في النهاية انتباه أحد المخصيين، وسرعان ما وجدت نفسها تحل ألغازًا مختلفة للبلاط الملكي.

## الشخصيات
- ماوماو (猫猫)

أداء صوتي: آوي يوكي (الأنمي و سي دي دراما)
ابنة عطار بسيطة المظهر تعيش في ضواحي المدينة، وتقدم خدماتها لبيت دعارة في العاصمة ومحظياته. بعد أن تم اختطافها من قبل قطاع الطرق وبيعها إلى القصر الإمبراطوري من أجل المال، تم جرها عن طريق الخطأ إلى مكائد القصر، وذلك باستخدام معرفتها بالسموم والطب والنباتات والكيمياء الأساسية، لتصبح عالمة امراض جنائية بصورة غير رسمية، وتصبح مساعدة لإحدى محظيات الإمبراطور. بينما ينجذب جينشي إليها، فإنها غالبًا ما تنظر إليه باشمئزاز وتستاء من طرقه في إشراكها في مكائد القصر، مفضلة قضاء وقتها في اختبار السموم والأدوية المختلفة على نفسها. ومع ذلك، فإنها غالبًا ما تساعده في حل أي لغز يلفت انتباهها إليه.
- جينشي (壬氏)

أداء صوتي: تاكيو اوتسوكا (الأنمي)، تاكاهيرو ساكوراي (سي دي دراما)
هو مخصي يدير معظم القصر الخلفي، حيث تقيم محظيات الإمبراطور وخدمهم. ينجذب كل من الرجال والنساء على حد سواء إلى وجهه، لكن جينشي يجد نفسه منجذبًا إلى ماوماو، الشخص الوحيد الذي التقى به والذي لا يحبه. خلف وجهه يكمن عقل داهية يحاول تحقيق التوازن بين واجباته تجاه الإمبراطور مع تحسين قسمه داخل القصر الإمبراطوري.
- جاوشون (高順)

أداء صوتي: كاتسويوكي كونيشي (الأنمي)، كينجيرو تسودا (سي دي دراما)
مرافق جينشي المخلص، غالبًا ما يدعمه هو وماوماو.
- جيوكويو (玉葉)

أداء صوتي: أتسومي تانيزاكي (الأنمي)، يوكو هيكاسا (سي دي دراما)
إحدى محظيات الإمبراطور ذات شعر أحمر فاتح، وأم لطفلة رضيعة. لقد اتخذت ماوماو كمساعدة لها، كشكر لها على تحذيرها من المكياج المسموم.
- جوين (虞淵)

أداء صوتي: ميتسوكي كانوكا (الأنمي)، ميتسورو أوغاتا (سي دي دراما)
- جياوجياو (嬌嬌)

أداء صوتي: ماري هينو (سي دي دراما)
- ليهوا (梨花)

أداء صوتي: يوي إيشيكاوا
إحدى محظيات الإمبراطور ذات شعر أزرق داكن، أنجبت وريثه. ومع ذلك، عندما تجاهلت تحذير ماوماو بشأن مكياجها المسموم، مات ابنها الرضيع وكادت هي نفسها أن تموت. بعد أن عالجتها ماوماو فيما بعد حتى استعادت عافيتها، أصبحت أكثر ودية معها.
- ليشو (里樹)

أداء صوتي: هينا كينو
تُعرف باسم القرينة الفاضلة، وهي الأصغر بين المحظيات الأربع الرئيسيات للإمبراطور. لأسباب سياسية، أصبحت حماه للمحظية الاكبر سناً. وبسبب حساسيتها الغذائية، تعتقد مساعداتها أنها انتقائية في طعامها، مما يجعلها عرضه للتنمر والاستهزاء بدون علمها.
- آه-ديو (阿多)

أداء صوتي: يوكو كايدا
تُعرف باسم القرينة النقية، وهي إحدى المحظيات الأربع الرئيسيات للإمبراطور.
- ميمي (梅梅)

أداء صوتي: ميغومي هان
إحدى "الأميرات الثلاثة" في روكوشوكان الشهير، وهو بيت دعارة من الدرجة العالية حيث عملت ماوماو ذات يوم، وتعامل ماوماو كأخت لها.
- بيرين (白鈴)

أداء صوتي: آمي كوشيميزو
إحدى "الأميرات الثلاث" المشهورات والمحظية الأكثر شهرة في بيت الدعارة روكوشوكان والتي تتصرف أيضًا كأخت لماوماو عندما تزورها.
- جوكا (女華)

أداء صوتي: هيروكي نانمي
الثالثة من "الأميرات الثلاث" الشهيرات في بيت الدعارة روكوشوكان.
- السيدة (やり手婆، ياريتي بابا)

أداء صوتي: كيميكو سايتو
امرأة عجوز تمتلك بيت دعارة روكوشوكان وعرضت على ماوماو مكانًا للعمل، وعاملتها مثل الابنة.
- لومين (羅門)

أداء صوتي: هيروشي ياناكا
والد ماوماو. وهو طبيب محكمة سابق.
- ليهاكو (李白)

أداء صوتي: كينجي أكاباني
جندي صادف أنه أعطى ماوماو دبوس شعر أثناء حفلة الحديقة. طلبت منه أن يرافقها خارج أسوار القصر مقابل قضاء الوقت في روكوشكان.
- شياولان (小蘭)

أداء صوتي: ميساكي كونو
خادم في القصر الخلفي وهو صديق ماوماو المقرب.
- فنغ مينغ (に風明)

أداء صوتي: نوريكو هيداكا
سيدة الانتظار الرئيسية لـ آه-ديو وتمتلك عائلتها منحلًا. على الرغم من ظهورها كسيدة انتظار مثالية ومحترمة، إلا أن هناك سرًا وراءها، والذي قد يكون السبب وراء خوف ليشو منها، حتى بمجرد ذكر اسمها.

## المبيعات
كانت "مذكرات العطارة" هي سلسلة الروايات الخفيفة السادسة الأكثر مبيعًا في عام 2019، حيث بيعت منها 461,024 نسخة، وخامس أفضل سلسلة روايات خفيفة مبيعاً في عام 2020، حيث بيعت منها 527,950 نسخة، وثالث سلسلة روايات خفيفة مبيعًا في عام 2021، حيث بيعت منها 496,626 نسخة.
بحلول تشرين الثاني/نوفمبر 2023، كان للسلسلة 27 مليون نسخة متداولة بما في ذلك الرواية الخفيفة ونسخها من المانغا.
في 28 فبراير 2025، أعلنت دار النشر اليابانية Imagica Infos أن إجمالي عدد النسخ المطبوعة من الرواية الأصلية واقتباسين المانغا تجاوز حاجز الـ 40 مليون نسخة مطبوعة.

## الجوائز والترشيحات
| قائمة الجوائز والترشيحات | قائمة الجوائز والترشيحات | قائمة الجوائز والترشيحات               | قائمة الجوائز والترشيحات | قائمة الجوائز والترشيحات | قائمة الجوائز والترشيحات |
| السنة                    | الجائزة                  | الفئة                                  | المستلم                  | النتيجة                  | م.                       |
| ------------------------ | ------------------------ | -------------------------------------- | ------------------------ | ------------------------ | ------------------------ |
| 2019                     | جائزة المانغا القادمة    | أفضل مانغا مطبوعة                      | يوميات الصيدلانية        | فوز                      |                          |
| 2025                     | جوائز كرانشي رول للأنمي  | أنمي العام 2025                        | يوميات الصيدلانية        | رُشِّح                      | [ 11 ]                   |
| 2025                     | جوائز كرانشي رول للأنمي  | أفضل سلسلة أنمي جديدة                  | يوميات الصيدلانية        | رُشِّح                      | [ 11 ]                   |
| 2025                     | جوائز كرانشي رول للأنمي  | أفضل تصميم شخصيات                      | يوميات الصيدلانية        | رُشِّح                      | [ 11 ]                   |
| 2025                     | جوائز كرانشي رول للأنمي  | أفضل مخرج                              | نوريهيرو ناغانوما        | رُشِّح                      | [ 11 ]                   |
| 2025                     | جوائز كرانشي رول للأنمي  | أفضل فنون خلفية                        | يوميات الصيدلانية        | رُشِّح                      | [ 11 ]                   |
| 2025                     | جوائز كرانشي رول للأنمي  | أفضل أنمي درامي                        | يوميات الصيدلانية        | رُشِّح                      | [ 11 ]                   |
| 2025                     | جوائز كرانشي رول للأنمي  | أفضل شخصية رئيسية                      | ماماو                    | رُشِّح                      | [ 11 ]                   |
| 2025                     | جوائز كرانشي رول للأنمي  | أفضل شخصية مُساندة                      | جينشي                    | رُشِّح                      | [ 11 ]                   |
| 2025                     | جوائز كرانشي رول للأنمي  | أفضل أداء صوتي - اليابانية             | آوي يوكي                 | فوز                      | [ 11 ]                   |
| 2025                     | جوائز كرانشي رول للأنمي  | أفضل اداء صوتي - اللاتينية الأسبانية   | ديزيريه غونزاليس         | رُشِّح                      | [ 11 ]                   |
| 2025                     | جوائز كرانشي رول للأنمي  | أفضل اداء صوتي - الإيطالية             | أندريا أولداني           | رُشِّح                      | [ 11 ]                   |
| 2025                     | جوائز كرانشي رول للأنمي  | أفضل اداء صوتي - الفرنسية              | جوليان علوف              | رُشِّح                      | [ 11 ]                   |
| 2025                     | جوائز كرانشي رول للأنمي  | أفضل اداء صوتي - البرتغالية البرازيلية | غيغي باتا                | رُشِّح                      | [ 11 ]                   |